# Cub Foods
Cub là một chuỗi siêu thị. Nó điều hành các cửa hàng ở Minnesota và Illinois. Công ty này là một công ty con thuộc sở hữu của SuperValu Inc., có trụ sở tại Eden Prairi, Minnesota. Cửa hàng nổi tiếng là "không rườm rà, hãy dùng túi đồ tạp hóa của riêng bạn.... "

## Lịch sử

### Bắt đầu
Thực phẩm Cub được thành lập bởi Siêu thị Hooleys có trụ sở tại Minnesota vào năm 1968 tại thành phố Stillwater bên bờ sông của anh em Charles và Jack Hooley, anh rể Robert Thueson và Culver Davis, Jr. và từ đó, họ đã đặt ra từ viết tắt của "Consumers United for Buying", và Cub Foods là một trong những cửa hàng thực phẩm giảm giá đầu tiên ở Hoa Kỳ. Chuỗi này được mua bởi SuperValu có trụ sở tại Minnesota vào năm 1980 với năm cửa hàng ở Thành phố đôi. Sau khi mua, chuỗi mở rộng tới 83 cửa hàng ở ba tiểu bang. Cho đến năm 1999, WinCo Food vận hành một số cửa hàng Thực phẩm Cub. Cub Foods bắt đầu hoạt động ở Colorado vào năm 1986, nhưng đã đóng cửa chín cửa hàng của họ vào năm 2003; Kroger có được một số vị trí cũ. Cub đã từng có mặt ở Wisconsin và Iowa. Một cửa hàng ở Ames đóng cửa vào năm 2010, kết thúc thời gian của chuỗi ở Iowa. Cửa hàng tại Wisconsin cuối cùng đóng cửa vào năm 2012.